# 涌泉岩庙
涌泉岩庙，位于中国广东省韶关市仁化县周田镇较坑村，为仁化县的一个县级文物保护单位，类型为古建筑，公布时间为1993年6月21日。
涌泉岩庙的历史年代为明—清。